# 大麻町松村
大麻町松村（おおあさちょうまつむら）は、徳島県鳴門市の大字。郵便番号は779-0304。

## 地理
鳴門市の中央よりやや西南部に位置。北は大谷川の旧流路をもって大麻町大谷・大麻町池谷、東は大麻町牛屋島、南は大麻町中馬詰の飛び地・大麻町西馬詰、西は大麻町高畑に接する。ほとんどが水田からなる農業地域で、用水堀が発達している。東方に大谷川の放水路がある。
八坂神社・萱野神社・高野山真言宗観音庵があり、同庵の西隣には楠の巨木がある。松村に古くから伝わる神踊りは市文化財となっている。

### 河川
- 第二大谷川

### 小字
| - 川ノ上 - 北内 - 惣ケ渕 - 竹添 | - 土井 - 羽坂 - 松ノ元 - 吉井 |  |

## 歴史
江戸期から町村制の施行された明治22年にかけては板東郡および板野郡の村であった。寛文4年より板野郡に属す。
明治22年に同郡堀江村の大字となった。昭和28年4月より堀江町の大字となる。昭和34年4月に板東町と堀江町が合併し大麻町が誕生し同町の大字となる。昭和42年に大麻町が鳴門市に編入され現在の鳴門市の大字となる。

## 世帯数と人口
2022年（令和4年）7月31日現在の世帯数と人口は以下の通りである。
| 町丁       | 世帯数  | 人口  |
| ---------- | ------- | ----- |
| 大麻町松村 | 107世帯 | 252人 |

## 小・中学校の学区
市立小・中学校に通う場合、学区は以下の通りとなる。
| 番地 | 小学校               | 中学校             |
| ---- | -------------------- | ------------------ |
| 全域 | 鳴門市立堀江北小学校 | 鳴門市立大麻中学校 |

## 施設
- 松生神社
- 八坂神社
- 萱野神社
- 高野山真言宗観音庵